# Doble de llums
Un doble de llums, o stand-in en anglès, és una persona que substitueix a l'actor o actriu abans de la filmació.
Aquestes persones són molt útils en els processos inicials de la producció, tant en el cinema com en la televisió: permeten que el director de fotografia organitzi les llums del plató i l'equip de càmera per que tot quedi ben il·luminat i enfocat mentre els intèrprets estan absents. Gràcies al treball dels dobles de llums, es poden marcar els moviments, la posició dels objectes, càmeres i focus i disposar correctament la composició del pla.Han d'estar presents durant tot el rodatge, de forma que es puguin fer proves d'il·luminació de cada escena, o de les que siguin necessàries, abans de passar a la posada en escena. El director demanarà sovint que el doble de llums interpreti el diàleg de l'escena i imiti els seus moviments per l'escenari.
Els stand-ins no han de semblar-se a l'actor o actriu que substitueixen, però sí és necessari que tinguin el mateix to de pell, color de cabell, l'alçada i tenir la mateixa complexió física que la persona, de manera que, una vegada es col·loquen els llums utilitzant el doble, s'adeqüi perfectament a l'actor o actriu. Per exemple, si el doble de llums és més baix que la persona a la qual substitueix, aquest pot acabar amb part del seu cap fosc o mal il·luminat.
Algunes celebritats exigeixen tenir sempre el mateix doble. Entre aquests casos es troben Pluma Noisom (doble de Claudette Colbert), Harry Cornbleth (Fred Astaire) i Adam Bryant (Robin Williams). Quan Bette Davis va acabar el seu contracte amb Warner Bros., va negociar per que la seva doble, Sally Sage, continués treballant al'estudi.

## Treball
Consisteix en un treball amb poques compensacions econòmiques. A més, s'acaba fent tediós a causa del temps que es passa davant els focus, en la mateixa posició i les llargues esperes entre escena i escena, que poden resultar ser de dies sencers. Tot i així, segons diferents professionals, també hi ha una part positiva del treball de stand-in, com és tenir l'oportunitat de treballar amb grans equips, actors i actrius.

Es diferencien dels dobles de cos, d'acció o, simplement, dobles, en que no apareixen mai en pantalla. Mentre que els dobles poden substituir l'actor en la mateixa posada en escena, com és el cas del rodatge d'escenes de risc, els dobles de llums no apareixen en el metratge definitiu. En casos excepcionals, el doble de llums pot ser que aparegui en pantalla, a vegades de forma irònica. Per exemple, la actriu que es feia passar per Ann Darrow en el final de King Kong (2005) és la doble de llums de Naomi Watts, Julia Walshaw.En algunes produccions, el treball de doble i de doble de llums pot ser realitzat per la mateixa persona.

## En animació
Aquests dobles també s'utilitzen per animar els personatges de les pel·lícules live-action, o d'acció real, a vegades amb models de mida real de forma que els animadors saben on col·locar la seva animació i com fer que es mogui de forma realista. D'aquesta manera, els actors també tenen un lloc al qual mirar mentre actuen. En aquests casos, el to de pell o de cabell no son importants, pero sí que ho son altres elements com l'alçada i la complexió, ja que serveix per aquelles escenes en las quals interactuen personatges animats i personatges reals.